# Zoran Stojadinović
Zoran Stojadinović (en serbi: Зоран Стојадиновић) (Belgrad, 25 d'abril de 1961) és un exfutbolista serbi, que ocupava la posició de davanter.
Després de jugar a diversos equips de la lliga iugoslava, com el FK Zemun o l'OFK Belgrad, el 1986 marxa a Àustria, on destaca a la 87/88, en la qual guanya la Bundesliga austriaca i esdevé el màxim golejador de la competició, amb 27 gols en 32 partits.
A la 88/89 recala al RCD Mallorca, de la Segona Divisió espanyola, on marca 17 gols que serveixen per a l'ascens de categoria dels balears. Romandria a la competició espanyola fins a 1993, tant al Mallorca com al Deportivo de La Corunya i a la UE Figueres.